# Jordan Hamilton
Jordan Christian Hamilton (nacido el 6 de octubre de 1990 en Los Ángeles, California) es un jugador de baloncesto estadounidense que pertenece a la plantilla del Al-Difaa Al-Jawi SC de la FIBA West Asia Super League. Mide 2,01 metros de estatura y juega en la posición de escolta y alero. Es hermano de los también jugadores profesionales Isaac y Daniel Hamilton.

## Trayectoria deportiva

### Universidad
Jugó durante dos temporadas con los Longhorns de la Universidad de Texas en Austin, en las que promedió 14,4 puntos, 5,1 rebotes y 1,8 asistencias por partido. En su primera temporada, saliendo desde el banquillo fue el cuarto mejor anotador de su equipo, con 10,0 puntos por partido, consiguiendo 10 o más puntos en 18 ocasiones. Al año siguiente, ya como titular, promedió 18,6 puntos y 7,7 rebotes, que le valieron para ser incluido en el mejor quinteto de la Big 12 Conference, y en el tercer equipo All-American para Associated Press, y en el segundo consensuado.
Al acabar la segunda temporada renunció a las dos que le faltaban, declarándose elegible para el Draft de la NBA.

### Profesional
Fue elegido en la vigésimo sexta posición del Draft de la NBA de 2011 por Dallas Mavericks. pero fue traspasado junto con la elección 57, Targuy Ngombo a Denver Nuggets en un acuerdo a tres bandas que enviaba también a los Nuggets a Andre Miller desde Portland Trail Blazers mientras que Rudy Fernández acababa en los Mavs, y Raymond Felton iba de Denver a los Blazers.
En el mes de enero es asignado a los Idaho Stampede de la NBA Development League, aunque es posteriormente repescado, debutando en la NBA el 25 de enero de 2012 ante Sacramento Kings, consiguiendo 2 puntos y 3 rebotes.
El 20 de febrero de 2014, Hamilton fue traspasado a Houston Rockets a cambio de Aaron Brooks.
El 18 de agosto de 2014, Hamilton firmó con Toronto Raptors, aunque fue despedido antes de que comenzase la temporada regular.
El 27 de octubre de 2014, firmó un contrato con los Utah Jazz. Sin embargo, fue cortado por los Jazz el 6 de noviembre de 2014 sin lograr participar en ningún partido.
El 26 de noviembre de 2014, Hamilton fue adquirido por los Iowa Energy de la NBA Development League. El 10 del mes de diciembre, fue traspasado a los Reno Bighorns. El 4 de febrero de 2015, fue elegido para el All-Star Game de la NBA Development League.
El 24 de febrero de 2015, firmó un contrato de 10 días con Los Angeles Clippers.

## Estadísticas

### NCAA
| Temporada | Edad | Equipo          | P  | MIN  | TCA | TC  | 3PA | 3P  | TLA | TL  | R.OF. | REB | ASIS | ROB | TAP | PER | FP  | PTS  | %TC  | %3P  | %FT  | MIN  | PTS  | REB | AST |
| 2009-10   | 19   | Texas Longhorns | 34 | 676  | 123 | 300 | 58  | 159 | 37  | 64  | 34    | 126 | 50   | 27  | 12  | 47  | 43  | 341  | .410 | .365 | .578 | 19.9 | 10.0 | 3.7 | 1.5 |
| 2010-11   | 20   | Texas Longhorns | 36 | 1159 | 243 | 552 | 90  | 234 | 95  | 122 | 72    | 276 | 76   | 31  | 23  | 77  | 64  | 671  | .440 | .385 | .779 | 32.2 | 18.6 | 7.7 | 2.1 |
| Total     |      |                 | 70 | 1835 | 366 | 852 | 148 | 393 | 132 | 186 | 106   | 402 | 126  | 58  | 35  | 124 | 107 | 1012 | .430 | .377 | .710 | 26.2 | 14.5 | 5.7 | 1.8 |

### NBA

#### Temporada regular
| Año     | Equipo        | PJ  | PT | MPP  | %TC  | %3P  | %TL  | RPP | APP | ROB | TPP | PPP  |
| ------- | ------------- | --- | -- | ---- | ---- | ---- | ---- | --- | --- | --- | --- | ---- |
| 2011-12 | Denver        | 26  | 2  | 9.9  | .432 | .362 | .400 | 2.4 | .8  | .2  | .1  | 4.4  |
| 2012-13 | Denver        | 40  | 1  | 9.9  | .418 | .370 | .500 | 2.4 | .6  | .4  | .2  | 5.2  |
| 2013-14 | Denver        | 39  | 11 | 17.2 | .390 | .349 | .742 | 3.4 | .9  | .8  | .3  | 6.8  |
| 2013-14 | Houston       | 21  | 1  | 16.6 | .393 | .362 | .850 | 2.9 | .9  | .6  | .3  | 6.6  |
| 2014-15 | L.A. Clippers | 14  | 2  | 8.7  | .400 | .476 | .000 | 1.1 | .5  | .1  | .0  | 2.7  |
| 2015-16 | New Orleans   | 11  | 4  | 27.6 | .422 | .289 | .667 | 5.6 | 2.3 | .7  | .3  | 11.4 |
| Total   |               | 151 | 21 | 13.9 | .408 | .357 | .670 | 2.8 | .8  | .5  | .2  | 5.9  |

#### Playoffs
| Año   | Equipo | PJ | PT | MPP | %TC  | %3P  | %TL  | RPP | APP | ROB | TPP | PPP |
| ----- | ------ | -- | -- | --- | ---- | ---- | ---- | --- | --- | --- | --- | --- |
| 2012  | Denver | 2  | 0  | 2.5 | .667 | .000 | .000 | .0  | .0  | .5  | .0  | 2.0 |
| 2013  | Denver | 1  | 0  | 2.0 | .000 | .000 | .000 | .0  | .0  | .0  | .0  | .0  |
| Total | Total  | 3  | 0  | 2.3 | .500 | .000 | .000 | .0  | .0  | .3  | .0  | 1.3 |